# Despabílate amor
 Despabílate amor és una pel·lícula de l'Argentina filmada en colors dirigida per Eliseo Subiela sobre el seu propi guió amb poemes de Mario Benedetti que es va estrenar el 3 d'octubre de 1996 i que va tenir com a actors principals a Darío Grandinetti, Soledad Silveyra i Juan Leyrado.

## Sinopsi
Un home amb nostàlgies de la seva època d'adolescent ha descobert en el rock, que practica tots els dies, un remei contra l'envelliment. Vol tornar a veure a la seva antiga barra d'amics i posa en marxa la trobada. Així arriba a donar amb Ernesto, un periodista cuarentón, exmilitante i ex exiliat que camina darrere d'una misteriosa cubana. El film mostra dues cares: l'evocació nostàlgica i el retrat actual dels personatges d'ahir satisfet d'emoció.

## Repartiment
- Darío Grandinetti - Ernesto
- Soledad Silveyra - Ana
- Juan Leyrado - Ricardo
- Marilyn Solaya - Vera
- Gustavo Garzón - Patricio
- Emilia Mazer - Silvia
- Valentina Bassi - Liliana
- Manuel Callau - Cacho
- Laura Azcurra - Ana (joven)
- Diego Alcalá - Ernesto (joven)
- Luciano Leyrado - Ricardo (joven)
- Sebastián Pajoni - Patricio (joven)
- Eduardo Narvay - Cacho (joven)
- Miguel Paludi - Padre de Ana
- Elvira Onetto - Madre de Ana
- Marga Rusel - Abuela de Ana
- Joaquín Bonet - Sebastián
- Damiano Berlingieri - Encargado del Club
- Pía Uribelarrea - Prostituta
- Martín Andrade - Comisario
- Walter Balzarini - Farmacéutico
- Noemí Granata - Farmacéutica
- Liz Balut - Secretaria de Ernesto
- Karina Pollaseck - Secretaria de Patricio
- Horacio Del Río - Empleado de Ricardo
- Víctor Catania - Empleado de Disquería

## Premis i nominacions
Asociación de Cronistas Cinematográficos de la Argentina Premis Cóndor de Plata 1997.
- Juan Leyrado, guanyador del premi al Millor Actor de Repartiment.
- Martín Bianchedi, guanyador del premi a la millor música.
- Nominada al premi a la Millor Pel·lícula
- Eliseo Subiela, nominat al premi al Millor Director.
- Darío Grandinetti, nominat al premi al Millor Actor.
- Soledad Silveyra, nominada al premi a la Millor Actriu.
- Eliseo Subiela, nominat al premi al Millor Guió Original.
- Cristina Nigro, nominada al premi a la Millor Direcció Artística.

Festival Internacional de Cinema de Friburg
- Eliseo Subiela guanyador del premi Viatges i Cultura.
- Eliseo Subiela, guanyador del premi del Jurat de la Joventut.

Festival de Cinema Llatinoamericà de Lima 1996
- Guanyadora del Primer Premi Elcine

## Comentaris
Sergio Wolff a Film va escriure:
| « | «La nostàlgia pesa sobre els seus personatges que, com és habitual en l'obra del director, continuen reflexionant sobre el que degueren fer i o van poder o no van voler, però atabala menys -tot ha de ser dit- que en afanys anteriors..» | » |

Jorge García a El Amante del Cine va escriure:
| « | «Sorprenent acumulació de clisés i llocs comuns sobre "el caràcter dels argentins".» | » |

La Nación va opinar:
| « | «Eliseo Subiela… Va a reviure allí, amb humor i tendresa, records molt volguts. Però també va a la recerca d'alguna clau, un senyal que li expliqui per què per a uns el pas del temps és un motiu de tristesa i per a uns altres simplement una circumstància que deixa la seva petjada en les arrugues o en els cabells blancs, però no pes en el cor…Juan Leyrado li presta el millor de la seva sensibilitat de gran actor-… el film mostra dues cares. La de l'evocació nostàlgica i el retrat actual dels personatges d'ahir, satisfet d'emoció, de sinceritat, de troballes expressives… i el dels desvetllaments personals del protagonista, sobrecarregat de textos poètics que solen interposar-se en l'avanç de l'acció. Com si hi hagués un film d'imatges i un altre de paraules; un commovedor, eloqüent, paradoxalment més poètic perquè es recolza en suggeriments, en el compromís emotiu dels intèrprets, en l'agudesa de les anotacions, en la lucidesa de l'observació, en el dolç paladeo de la nostàlgia; l'altre, més compost i menys convincent perquè es diria subjecte no al que Subiela veu (o sent) sinó al que Subiela vol veure....Per sort, també...resplendeix l'humor. Un humor molt actual, molt argentí, amb algun deixo d'irònica amargor, però humor a la fi, que fa falta tenir-ho, i molt, per a no lliurar-se al descoratjament i per a ser capaç d'espavilar-se a temps, com ordena afectuosament el títol del film.» | » |